# Gunnar Björnstrand
Knut Gunnar Björnstrand (født 13. november 1909 i Stockholm, død 26. maj 1986 i Djursholm) var en svensk skuespiller.

## Udvalgt filmografi
- 1940 – Alle man på post
- 1941 – Snaphaner eller Gøngerne
- 1946 – Medan porten var stängd
- 1947 – Ægtepar på vulkaner
- 1949 – Flickan från tredje raden
- 1950 – Den hvide kat
- 1953 – Gøglernes aften
- 1955 – Sommernattens smil
- 1956 – Ved vejs ende
- 1956 – Den syvende himmel
- 1957 - Det syvende segl
- 1957 – Min kone er på landet
- 1959 – Det svänger på slottet
- 1960 – Djævelens øje
- 1978 – Høstsonaten
- 1982 – Fanny og Alexander